# Ruder-Weltmeisterschaften 1977

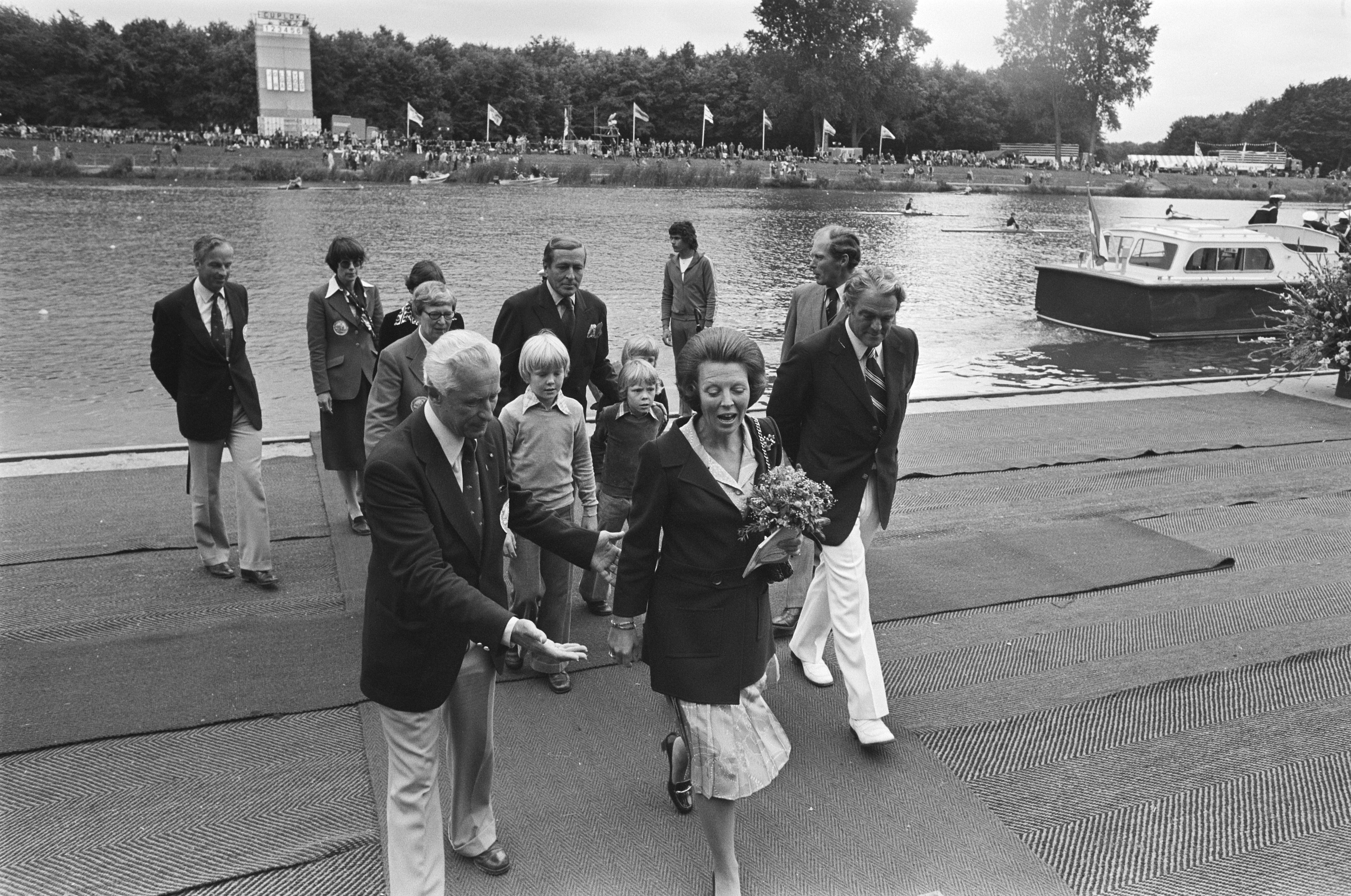
Prinzessin Beatrix nebst Familie an der Bosbaan

Die Ruder-Weltmeisterschaften 1977 wurden auf der Bosbaan-Regattastrecke in Amstelveen bei Amsterdam, Niederlande unter dem Regelwerk des Weltruderverbandes (FISA) ausgetragen. In 17 Bootsklassen wurden dabei Ruder-Weltmeister ermittelt. Die Finals fanden am 27. und 28. August 1977 statt.

## Ergebnisse
Hier sind die Medaillengewinner aus den A-Finals aufgelistet. Diese waren mit sechs Booten besetzt, die sich über Vor- und Hoffnungsläufe sowie Halbfinals für das Finale qualifizieren mussten. Die Streckenlänge betrug in allen Läufen der Männer 2000 Meter, in allen Läufen der Frauen 1000 Meter.

### Männer
| Bootsklasse                                  | Gold | Gold    | Silber | Silber  | Bronze | Bronze  |
| -------------------------------------------- | --- | ------- | --- | ------- | --- | ------- |
| Einer (M1x)                                  | Deutsche Demokratische Republik Joachim Dreifke | 7:12,22 | Finnland Pertti Karppinen | 7:15,53 | Sowjetunion Mykola Dowhan | 7:20,23 |
| Leichtgewichts-Einer (LM1x)                  | Schweiz Reto Wyss | 7:18,58 | Dänemark Morten Espersen | 7:18,59 | Vereinigte Staaten Lawrence Klecatsky | 7:19,28 |
| Doppelzweier (M2x)                           | Vereinigtes Königreich Christopher Baillieu Michael Hart | 6:42,83 | Deutsche Demokratische Republik Rüdiger Reiche Hans-Ulrich Schmied | 6:44,70 | Sowjetunion Jewgeni Tschorni Gennadi Korschikow | 6:45,93 |
| Doppelvierer (M4x)                           | Deutsche Demokratische Republik Frank Dundr Martin Winter Karl-Heinz Bußert Wolfgang Güldenpfennig                                                                           | 5:57,44 | Tschechoslowakei Karel Černý Filip Koudela Zdeněk Pecka Václav Vochoska | 6:01,37 | Bulgarien Christo Jelew Ljubomir Petrow Bogdan Dobrew Eftim Stoyanow                                                                                                  | 6:04,43 |
| Zweier ohne Steuermann (M2-)                 | Sowjetunion Alexander Kulagin Witali Jelissejew | 7:06,19 | Vereinigtes Königreich Jim Clark John Roberts | 7:09,63 | Deutsche Demokratische Republik Bernd Krause Ortwin Rodewald | 7:13,36 |
| Zweier mit Steuermann (M2+)                  | Bulgarien Dimitar Janakiew Todor Mrankow Stefan Stoikow (Stm.) | 7:21,72 | Deutsche Demokratische Republik Friedrich-Wilhelm Ulrich Harald Jährling Georg Spohr (Stm.) | 7:24,60 | Tschechoslowakei Karel Mejta junior Karel Neffe Jiří Pták (Stm.) | 7:28,72 |
| Vierer ohne Steuermann (M4-)                 | Deutsche Demokratische Republik Wolfgang Mager Stefan Semmler Andreas Decker Siegfried Brietzke                                                                              | 6:16,73 | Neuseeland David Rodger Desmond Lock Ivan Sutherland David Lindstrom | 6:19,14 | Tschechoslowakei Pavel Konvička Josef Neštický Vlastimil Beránek Lubomír Zapletal                                                                                     | 6:21,10 |
| Leichtgewichts-Vierer ohne Steuermann (LM4-) | Frankreich André Picard Michel Picard André Coupat Francis Pelegri | 6:30,00 | Australien Colin Smith Peter Antonie Simon Gillett Geoffrey Rees | 6:31,44 | Niederlande Hans Lycklama Hans Povel Hans Pieterman Ge Schous | 6:34,11 |
| Vierer mit Steuermann (M4+)                  | Deutsche Demokratische Republik Dieter Wendisch Walter Dießner Gottfried Döhn Ullrich Dießner Andreas Gregor (Stm.)                                                          | 6:39,16 | BR Deutschland Gabriel Konertz Wolfram Thiem Frank Schütze Klaus Meyer Helmut Sassenbach (Stm.) | 6:41,76 | Bulgarien Zwetan Petkow Rumen Christow Nasko Markow Iwan Botew Nenko Dobrew (Stm.)                                                                                    | 6:49,63 |
| Achter (M8+)                                 | Deutsche Demokratische Republik Gerd Sredzki Bernd Lindner Frank Gottschalt Ulrich Kons Hans-Joachim Lück Bernd Frieberg Ulrich Karnatz Wolfgang Gunkel Frank Jahncke (Stm.) | 5:45,36 | Sowjetunion Raul Arnemann Michail Kusnezow Waleri Dolinin Alexander Beljaew Anatoli Iwanow Wassili Potapow Alexander Klepikow Wladimir Jeschinow Alexander Lukjanow (Stm.)                                                     | 5:50,71 | BR Deutschland Fritz Schuster Diethelm Maxrath Thomas Scholl Klaus Roloff Gerhard Reinert Winfried Ringwald Volker Sauer Wolf-Dietrich Oschlies Hartmut Wenzel (Stm.) | 5:52,83 |
| Leichtgewichts-Achter (LM8+)                 | Vereinigtes Königreich Nigel Read Paul Stuart-Bennett Christopher George Stephen Simpole Colin Cusack Duncan Innes Daniel Topolski Christopher Drury Patrick Sweeney (Stm.)  | 5:57,37 | Spanien Antonio Elizalde Aldabaldetrecu Javier Puertas Cabezudo Dionisio Redondo González José Mas Casanovas José Marti Miranda Rafael Gómez Pereira Fernando Climent Huerta José Rojí Blanco Carmelo Lafuente Povedano (Stm.) | 5:57,44 | Australien Phillip Gardiner Malcolm Robertson Phillip Ainsworth Ian Porter Alan de Belin Richard Garrard John Hawkins Rod Stewart David England (Stm.)                | 6:00,51 |

### Frauen
| Bootsklasse                        | Gold | Gold    | Silber | Silber  | Bronze | Bronze  |
| ---------------------------------- | --- | ------- | --- | ------- | --- | ------- |
| Einer (W1x)                        | Deutsche Demokratische Republik Christine Scheiblich | 3:34,31 | Bulgarien Iskra Welinowa | 3:36,31 | Ungarn Mariann Ambrus | 3:37,27 |
| Doppelzweier (W2x)                 | Deutsche Demokratische Republik Anke Borchmann Roswietha Reichel                                                                                                   | 3:16,83 | Bulgarien Swetla Ozetowa Sdrawka Jordanowa | 3:20,04 | Vereinigte Staaten Elizabeth Hills-O’Leary Lisa Hansen Stone                                                                               | 3:22,48 |
| Doppelvierer mit Steuerfrau (W4x+) | Deutsche Demokratische Republik Sybille Tietze Viola Poley Petra Boesler Sabine Gust Elke Rost (Stf.)                                                              | 3:10,11 | Rumänien Maria Moșneagu Felicia Afrăsiloaie Aneta Marin Veronica Juganaru Elena Giurcă (Stf.)                                                                                 | 3:12,55 | Bulgarien Rossitsa Spassowa Anka Bakowa Rumeljana Bontschewa Penka Gotschewa Stanka Georgijewa (Stf.)                                      | 3:16,21 |
| Zweier ohne Steuerfrau (W2-)       | Deutsche Demokratische Republik Sabine Dähne Angelika Noack | 3:27,89 | Niederlande Karin Abma Joke Dierdorp | 3:30,54 | Kanada Elizabeth Craig Susan Antoft | 3:32,89 |
| Vierer mit Steuerfrau (W4+)        | Deutsche Demokratische Republik Marion Rohs Ilona Richter Katja Rothe Bärbel Bendiks Marina Wilke (Stf.)                                                           | 3:20,59 | Sowjetunion Raisa Tsarkowa Walentina Alexejewa Sofia Schurkalowa Nina Abramowa Nina Frolowa (Stf.)                                                                            | 3:23,14 | Rumänien Florica Zamfir Georgeta Militaru-Mașca Florica Silaghi Elena Avram Elena Giurcă (Stf.)                                            | 3:25,29 |
| Achter (W8+)                       | Deutsche Demokratische Republik Cornelia Klier Ute Steindorf Gabriele Kühn Kersten Neisser Marita Sandig Andrea Kurth Bianka Schwede Karin Metze Sabine Heß (Stf.) | 3:00,23 | Sowjetunion Olha Pywowarowa Nina Preobraschenska Tatjana Bunjak Nadeschda Dergatschenko Natalja Gorodilowa Nina Umanez Marija Pasjun Olga Krischewitsch Raisa Kirilowa (Stf.) | 3:02,37 | Kanada Joy Fera Christine Neuland Jacklin Kelly Nancy Higgins Dolores Young Patricia Smith Mazina Delure Carol Eastmore Ilona Smith (Stf.) | 3:05,72 |

## Medaillenspiegel
| Platz | Land                            | Gold | Silber | Bronze | Gesamt |
| ----- | ------------------------------- | ---- | ------ | ------ | ------ |
| 1     | Deutsche Demokratische Republik | 11   | 2      | 1      | 14     |
| 2     | Vereinigtes Königreich          | 2    | 1      |        | 3      |
| 3     | Sowjetunion                     | 1    | 3      | 2      | 6      |
| 4     | Bulgarien                       | 1    | 2      | 3      | 6      |
| 5     | Frankreich                      | 1    |        |        | 1      |
| 5     | Schweiz                         | 1    |        |        | 1      |
| 7     | Tschechoslowakei                |      | 1      | 2      | 3      |
| 8     | Australien                      |      | 1      | 1      | 2      |
| 8     | BR Deutschland                  |      | 1      | 1      | 2      |
| 8     | Niederlande                     |      | 1      | 1      | 2      |
| 8     | Rumänien                        |      | 1      | 1      | 2      |
| 12    | Dänemark                        |      | 1      |        | 1      |
| 12    | Spanien                         |      | 1      |        | 1      |
| 12    | Finnland                        |      | 1      |        | 1      |
| 12    | Neuseeland                      |      | 1      |        | 1      |
| 16    | Kanada                          |      |        | 2      | 2      |
| 16    | Vereinigte Staaten              |      |        | 2      | 2      |
| 18    | Ungarn                          |      |        | 1      | 1      |
| Summe | Summe                           | 17   | 17     | 17     | 51     |